# Herman Beidschat
Herman Beidschat (Arnhem, 1940) is een voormalig Nederlands honkballer.
Beidschat was in de jaren vijftig en zestig van de 20e eeuw een van de allerbeste werpers in de Nederlandse competitie. Hij werd tienmaal uitgeroepen tot Beste Werper door de KNBSB en ging in 1959 dankzij het Leo van der Kar Sportfonds op trainingsstage bij de Pittsburgh Pirates in Amerika. Beidschat begon te honkballen bij het Amsterdamse VVGA en speelde vervolgens voor EDO (Haarlem), weer VVGA , en de eveneens Haarlemse clubs EHS, Haarlem Nicols, Schoten en uiteindelijk weer voor de Nicols.
Hij speelde ook jarenlang in vele toernooien voor het Nederlands honkbalteam waaronder vele Europese kampioenschappen en de Haarlemse Honkbalweek deelnames. In 1960 en 1961 was hij de Beste Werper tijdens de Europese Kampioenschappen. Op negenendertigjarige leeftijd beëindigde hij zijn honkbalcarrière als speler. Daarna ging hij aan de slag als coach en was werkzaam voor HCAW uit Bussum en de Nicols en als coach van het Nederlandse jeugdsoftbalteam. Ook coachte hij het Nederlands damessoftbalteam van 1964 tot en met 1965.
Tijdens en na zijn honkballoopbaan was Beidschat vertegenwoordiger in dierenartikelen. Tetramin Nicols was ook een tijd lang de sponsornaam van de Haarlem Nicols toen deze gesponsord werden door het bedrijf waar Herman werkte. Na zijn pensionering ging hij in 2008 in Winterswijk wonen en is tegenwoordig betrokken bij de honkbalvereniging Hickory in zijn woonplaats als adviseur en het jeugdhonkbal. Beidschat werd op 13 juli 1985 opgenomen in de Hall of Fame van de KNBSB.